# Parque nacional Krkonoše

Ubicación de Krkonoše en la República Checa.

Logo.

El parque nacional Krkonoše (en checo, Krkonošský národní park, a menudo abreviado como KRNAP) es un parque nacional en las regiones de Liberec y Hradec Králové de la República Checa. Se encuentra en las Montañas de los Gigantes (montes Krkonoše) que es la cordillera más alta del país. El parque ha sido incluido también por la UNESCO en la lista de reservas de la biosfera. Limita con el parque nacional Karkonosze en Polonia. La montaña más alta de Krkonoše es la Montaña Nevada (Sněžka - 1602 m) que es también la montaña más alta de la República Checa.